# Gwalior
|  | Per a altres significats, vegeu «Gwalior (desambiguació)». |

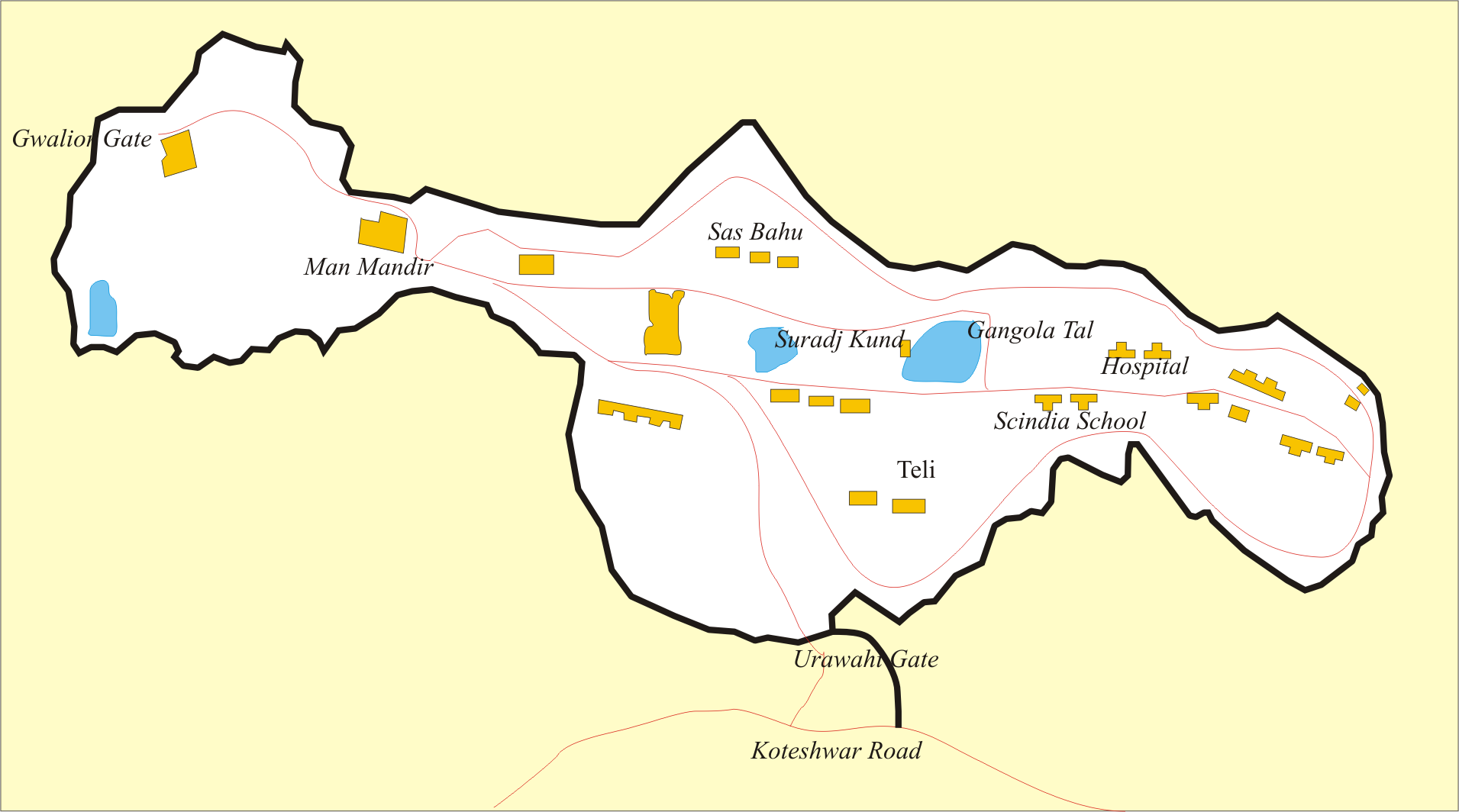
Mapa de la fortalesa de Gwalior

Gwalior fou un estat tributari protegit de l'Índia dins la residència de Gwalior de l'Agència de l'Índia central. La capital era Lashkar, que forma amb altres nuclis la ciutat de Gwalior, però el nom derivava de la fortalesa de Gwalior, al costat de Gwalior, nom derivat al seu torn de Gopadri o Gopagiri ('Muntanya del Pastor').

## Geografia
Estava format per diverses porcions amb sis grups principals: el de Gwalior, el de Shajapur, el d'Ujjain, el d'Amjhera, el de Nimech i el de Mandasor. La part principal, amb la ciutat de Gwalior, era un territori compacte amb una superfície de 44.082 km² limitant al nord i nord-est amb el districte d'Agra i el districte d'Etawah (el riu Chamba formava la línia divisòria) i els estats de Dholpur, Karauli i Jaipur; a l'est, amb els districtes de Jalaun i Jhansi de les Províncies Unides i el districte de Saugor de les Províncies Centrals; al sud, amb el principat de Bhopal, Khilchipur i Rajgarh, i la pargana de Sironj (de Tonk); a l'oest, amb Jhalawar, Tonk i Kotah a la Rajputana.
Les parganes separades (20.774 km²) estaven incloses en altres governs: Shajapur, Ujjain, Mandasor (Mindasok), Nimach i Agra depenien de l'agència de Malwa occidental (el 1925, unida a l'agència de Bhopawar; el 1927, anomenada també Agència dels Estats Meridionals i el 1934 reorganitzada com a Agència de Malwa fins al 1947); Amjhera i les parganes menors al sud de Manawar, Dikthan, Sagor, Bag, Bikaner i Piplia, de l'Agència de Bhopawar (abans Agència Bhil) el 1927 anomenada també Agència dels Estats Meridionals i, el 1934, reorganitzada com a Agència de Malwa. Abans de 1860, hi havia alguns territoris al sud del Narbada, però en aquest any foren bescanviats per territoris del mateix valor a la zona del riu Sind i el riu Betwa.
La seva superfície total el 1881 era de 75.229 km². El 1901 consta amb 64.856 km² i el 1931 amb 68.291 km².
Dues serralades derivades de les muntanyes Vindhya corrien per l'estat. El punt més elevat n'era el Shaizgarh, a la serra de Mandu, amb 815 metres d'alçada. El riu principal n'era el Chambal amb els seus afluents el Kali Sind, el Sipra i el Parbati occidental; el Betwa i el riu Sind, que corre paral·lel al Chambal, però més a l'est, i rep el Morar, Parbati oriental, Pahuj, i finalment desaigua al Jumna, a poca distància del lloc on desaigua també el Chambal. Altres rius destacats són el Kunwari, Asan, Sankh, i d'altres menors.

## Població
La població era en un percentatge molt alt de religió hindú (2.768.385 el 1881), formada per marathes, bundeles, jats i rajputs i altres castes índies; també hi vivia una minoria musulmana (167.320); la casta més important era la dels rajputs (422.267 el 1881) seguida de la dels bramans (380.193 el 1881). El 1901, les estadístiques donaven com a primera casta els chamars (319.500), seguits de bramans (310.000), rajputs (297.000), hacchis (pagesos, 158.000), ahirs (108.715), gujars (100.700), balais i koris; els grups tribals principals n'eren els kirars (62.400), els mines (62.300) i els bhils (41.300).
En percentatge, el 84% eren hindús, els animistes eren el 7%, musulmans el 6% i jainistes el 2%. En aquest estat, hi havia també els seguidors de Baba Kapur (mort 1571), a Husaini Saiyid, que no es trobaven en cap altre lloc.
La llengua més general és el malwi (25% com a llengua materna, però vers el 85% el parlen), seguit del bundela (18%, però parlat per més del 70%), urdú (18%) i Tonwarghari (dialecte de l'hindi occidental, parlat pel 13%).
Les estadístiques de població donen:
- 1881: 3.115.857 habitants repartits en 10.346 pobles (2.993.352 habitants, exclosos alguns thakurats)
- 1891: 3.378.774
- 1901: 2.933.001
- 1931: 3.523.070

Hi havia 23 ciutats (entre les quals, Gwalior, Lashkar i Brigade, quasi juntes, que en total tenien 119.433 habitants el 1901) i Ujjain (39.892), l'antiga capital. Nou ciutats eren a la plana i la resta a l'altiplà. El nombre de pobles el 1901 era de 9.538.

## Arqueologia
Els punts principals són a l'entorn de Gwalior, amb la fortalesa de Gwalior i les escultures a la roca de Gwalior.
Ujjain també té llocs interessants. Bhilsa (a Beshnagar i Udavagiri) té restes budistes del segle i aC, i hindús dels segles IV i V. A Bagh, hi ha una sèrie de roques gravades budistes, probablement del segle VII.
L'arquitectura medieval jainista i hinduista està representada a Baro, Gwalior, Gvaraspur, Narod i Udayapur, amb temples dels segles entre el X i el XIII, i a Kutwaror Kamantalpur, a 15 km de Nurabad, a Paroli i a Paravali a uns 15 km al nord de Gwalior, hi ha restes dels segles V i VI. L'arquitectura musulmana a Chanderi, Mandasor, Narwar, Gohad i Gwalior. Rajapur prop de Terahi, inclou les restes d'una stupa. Terahi, Kadwaha, Dubkund prop de Sheopur i Suhania, al nord de Gwalior, tenen també restes menors. A Kaliadeh, a 8 km al nord d'Ujjain, hi ha un palau a la vora del Sipra i algunes cisternes, probablement obra tot dels soldans de Malwa al segle XVI.

## Govern i administració
El maharajà té el poder de l'estat, assistit per una junta anomenada Sadr, formada per set membres, sota presidència del maharajà; cada membre portava un departament (recaptació, registre de terres i establiments, boscos i selves, comptabilitat, obres públiques, duanes i correus), amb diversos secretaris (supervisats per un cap secretari) a manera de ministres. Les seccions separades de Malwa estaven sota autoritat d'un Sar Subah, que supervisava els subah (governadors de zila) encarregats de cada zila amb poders similars als dels governadors dels districtes britànics, assistits per kamasdars o kamavisdars, encarregats de cada pargana amb poders judicials de segona o tercera classe, i per munsifs. A la part septentrional, el govern era directe per la junta Sadr, amb els subah com a governadors de zila, i els kamasdars o kamavisdars per cada pargana amb poder judicials i auxiliats en aquestos pels munsifs.
Estava dividit en onze districtes o ziles (zila): 
- Gwalior septentrional (part principal):
  - Sheopur
  - Tonwarghar
  - Bhind
  - Gwalior Gird
  - Narwar
  - Isagarh
  - Bhilsa
- Prant de Malwa
  - Shajapur
  - Ujjain
  - Amjhera
  - Mandasor

Les ziles o districtes estaven dividides en parganes, al seu torn dividides en cercles de pobles governats per patwaris (cada patwari governava un cercle, cada poble tenia el seu patel o cap).

## Justícia
La primera cort regular (anomenada Huzur Adalat) es va establir el 1844 pel ministre d'estat Mama Sahib i estava presidida per un jutge que tractava casos de la ciutat de Gwalior i rodalia, ja que a les terres concedides en jagir o zamindari els titulars tenien els poders judicials; això va durar fins al 1852, quan sir Dinkar Rao va abolir el sistema de concessió de terres i va nomenar kamasdars i subahs amb poders judicials civils i criminals; el sistema fou reformat i adoptat el 1888 pel consell de regència, i segons aquest sistema les corts inferiors serien les dels kamasdars de les parganes, jutges de segona o tercera classe (fins a 500 rúpies de quantia); seguia la jurisdicció del Sard Amin de les ziles (primera i segona classe) per quanties fins a 3.000 rúpies; el jutge del prant escoltava els casos fins a 50.000 rúpies; i el jutge principal del Sadr Adalat (o Cort Suprema) escoltava casos de qualsevol quantia i casos criminals, i era cort d'apel·lació; les causes amb sentència de mort podien ser apel·lades al maharajà. Un codi de lleis basat en el britànic es va promulgar el 1895.

## Moneda i segells

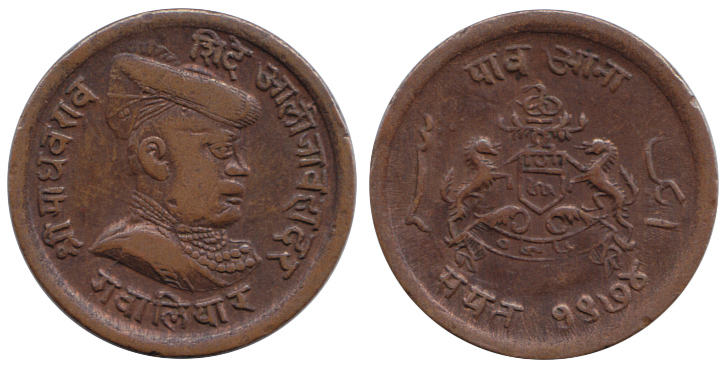
Monedes de Gwalior 1/4 anna, Madhav Rao II Scindia, 1917

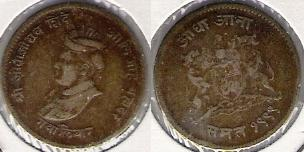
Monedes de Gwalior, Jivaji Rao Scindia, 1942

Abans de 1899 estaven en curs monedes locals; també circulaven monedes d'estats veïns com els Salim shahi de Partabgarh, el Gajja shahi de Jhansi, i les monedes de Datia; el 1871, diverses parganes van introduir la moneda britànica. Les fàbriques de moneda es van tancar el 1893 i les monedes dels estats veïns foren retirades el 1897, i les de Gwalior el 1898.
Segells fiscals foren introduïts el 1862 (revisió del sistema el 1897) i finalment hi va haver quatre classes: adalati (judicials), talbana (serveis), dastawezi (ordinaris) i tamassuk i nakal tamassuk (documents relatius a la terra i als cultivadors).
L'estat no disposava de servei de correus fins al 1885, quan es va signar una convenció amb el govern britànic (modificada puntualment el 1888 i 1895), que repartia les emissions entre el govern del raj britànic i el del darbar. Es van obrir 65 oficines de correus el 1885, que ja eren 129 el 1902. El 1903, es van posar en circulació segells de l'Índia britànica sobrecarregats amb dues cobres i la paraula "Gwalior". La direcció de correus estava a càrrec d'un director general de correus de Gwalior.
Les darreres emissions en són de 1940-1950.

## Economia
Gwalior era principalment un estat agrícola amb regulars produccions de moresc, blat i civada, entre d'altres. Produïa també oleaginoses, cotó, opi i canya de sucre. Localment es produïa tabac. La terra en cultiu era el 1901 d'uns 15.000 km² (i en ascens), però molt poca sota irrigació (una quinzena part). Altres activitats eren la ramaderia, el comerç local, l'explotació de boscos i selva (sobretot la fusta, però també carbó de fusta, goma i d'altres) i minerals: ferro, mica, sal, pedra i material de construcció. Les indústries estaven connectades al cotó i a l'opi. Les exportacions eren cotó, oleaginoses, opi i tèxtils locals, cap a Bombai, Ahmedabad, Cawnpore, Indore i Calcuta (l'opi cap a la Xina); les importacions eren equipaments, combustible, oli, armes, maquinària i paper.

## Terra
Hi havia cinc classes de tinença de terra:
- Thakurats garantits, nobles que posseïen l'estat sota garantia dels britànics, però en feu de Gwalior. Les condicions variaven segons cada cas.
- Jagir, tingudes directament per concessió de la corona amb certs poders judicials i administratius.
  - Zamindar, terra cedida a canvi de renda per un període determinat (entre 7 i 12 anys) prorrogable.
- Tankadar i istimrardar, terres cedides amb renda baixa.
- Muajidar, terra cedida lliure de renda.
  - Devasthan, als temples.
  - Dharmada i padarakh, institucions religioses i caritat.
- Khalsa, sota control directe de l'estat.

## Exèrcit i policia
L'exèrcit regular es va establir el 1784. Pel tractat de 1817, Sindhia es va comprometre a mantenir un contingent de 5.000 cavallers que va esdevenir el contingent de Gwalior, que es va amotinar el 1857 a Morar. Després d'això, van subsistir tres regiments de servei imperial de cavalleria de 610 soldats cadascú i dos batallons de servei imperial d'infanteria de 996 soldats cadascú; també hi havia un cos de transports amb 725 ponis i 548 soldats, que va servir a les campanyes de Chitral i Tirah, dues bateries d'artilleria a cavall amb 244 soldats, tres bateries de bous de 322 soldats, una bateria d'elefants de 189 soldats i 36 canons; i cinc batallons d'infanteria amb 8532 combatents i 1.467 auxiliars. El cap de l'exèrcit era un comandant en cap amb un estat major.
5.613 soldats irregulars ajudaven en tasques de policia. Anteriorment, policia i exèrcit eren tot una cosa, però a partir del 1852 es va establir una força policial de chaukidaris als pobles, amb certs poders judicials. La policia regular fou organitzada el 1874. El 1903, es va introduir el sistema britànic amb una policia dirigida per un inspector general, amb 13.326 policies (1 per cada 222 persones) i una estació en cada pargana.
L'estat disposava de tres presons centrals, 12 de districte i alguns calabossos de pargana.

## Escut i bandera

Bhagwa

Bandera d'estat

L'escut d'estat de Gwalior era de color safrà, amb una cobra daurada; en cap dins l'escut, camp atzur amb mitja lluna de planta (puntes amunt) entre dues torres daurades. Entre el cap de l'escut i el cos de l'escut una tira de plata. Sobre l'escut, un elm de plata amb ornaments daurats i sobre l'elm una cobra de gules sobre una branca daurada. Els suports són dos llops d'esmalts naturals. Sota una cinta safrà aguantada per decoració daurada, amb el lema "Ali Jah" ('de rang superior') en vermell.
L'escut reial era fins al 1961 un estilitzat escut de color safrà amb una cobra de plata formant un cercle i per sobre, en cap (safrà), separat per una tira de plata, la mitja lluna (puntes amunt) i a cada costat un home assegut tot de plata. Per sobre, la corona reial de Gwalior en daurat amb perles de plata i robins romboïdals vermells; suports de dos lleons daurats aguantant cadascú una llança daurada, amb llengua de gules. Per darrere de l'escut, sortint per sota, una estilitzada H i sota una cinta recta de color safrà amb el lema "Ali Jah" en caràcters hindis, en vermell. Una variant apareix en un número del National Geographic amb l'escut menys estilitzat, la cobra en horitzontal, per sobre una decoració daurada que simula una corona i damunt una cobra de gules; els suports són dos cavalls de cap petit, daurats, amb corretges de plata; per sota, una cinta semicircular safrà amb el lema Ali Jah. Aquest darrer model sembla que fou utilitzat amb menors variacions entre 1885 i 1961.
El 1961, la casa reial va adoptar com a escut reial el sol en esplendor, amb rostre, i a cada costat una cobra (igual que la figura central de la bandera d'estat).
El darrer maharajà Jivaji Rao va disposar d'un escut personal: dues cobres guardant un disc dins del qual un monograma MJS, que eren les inicials de maharajà Jivaji Sindhia.
L'antiga bandera dels sindhies, ben coneguda en els camps de batalla indis, era una tela de color safrà, coneguda com a bgagwa o bhagwa, generalment forcada i amb una serp representada al centre referenciant la llegenda que una cobra havia ajudat el fundador de l'estat, fent-li ombra quan es va quedar adormit al sol.
El 1862, un model d'Unió Jack es va adoptar a més a més de l'antiga bandera, i té dos pedaços de tela de color safrà amb una cobra en cadascun dels pedaços.
A finals del segle xix, s'utilitzava una bandera quadrada de color safrà amb l'escut brodat al centre, a tot color.
Vers el 1907, es va adoptar una nova bandera d'estat: de color safrà, però amb una ampla banda diagonal ascendent vermella al centre, dins del qual hi ha l'emblema reial, un sol groc amb rostre en esplendor i a cada costat una cobra, en blanc; el sol, els llavis i el cercle són vermells. Una variant n'era una bandera idèntica, però amb serrell daurat al vol i que es penjava verticalment.
L'estendard reial era rectangular de color safrà, portant al centre el sol daurat amb rostre en esplendor, flanquejat per una cobra blanca a cada costat. Emmarcant aquestes figures, una estreta franja blanca d'amplada 1/3 de l'ample de la distància entre la franja i el límit de l'estendard. Aquesta tira era només per tres costats (damunt, sota i al vol).
L'estendard personal del darrer maharajà era rectangular de color safrà, portant al centre el sol daurat amb rostre en esplendor, flanquejat per una cobra blanca a cada costat.

## Educació i sanitat
El 1854-1855, durant l'administració de sir Dinkar Rao, ministre d'estat, es van obrir algunes escoles i, el 1857, el nombre d'alumnes era de 2.653. Jayaji Rao hi va dedicar especial atenció i recursos elevats per a l'època (va doblar la quantitat utilitzada en aquesta finalitat); el 1891 hi havia 143 escoles; un inspector general d'educació fou nomenat el 1895 quan les escoles ja eren 185, incloent-hi 2 col·legis, 16 escoles anglovernacles i 70 escoles de poble. Al segle XX, es va introduir l'educació també per a les noies.
Un departament mèdic es va organitzar el 1887, i posteriorment es van obrir hospitals i dispensaris en llocs diversos amb capacitat per a 380 pacients. El 1903, s'havien tractat 258.394 casos i s'havien fet 11.413 operacions. La vacunació es va generalitzar al segle XX.

## Història
Ranoji Sindhia, portaestores del peshwa Balaji, al començament del segle XVIII, fill del patel ('cap') d'un poble anomenat Kannerkhera al Dècan (a 26 km de Satara), va ascendir dins la jerarquia del peshwa, va rebre un títol de l'emperador i una parenta seva es va casar amb Raja Sahu, fill i successor de Sambhaji. Per les seves qualitats militars, Ranoji va arribar a dirigir la guàrdia reial. Va dirigir les expedicions dels marathes a Malwa (1726) junt amb Malhar Rao Holjar (fundador de la casa d'Indore) i va ser autoritzat pel peshwa per recaptar el chauth (el 25% de les taxes) i el sardeshmukhi (el 10% extra per damunt del chauth), conservant per a si mateix el makossa (la meitat de l'altra 65%). Va establir la seva capital a Ujjain i es va morir el 1745 a Shujalpur, on es conserva el seu cenotafi. A la seva mort, dominava extenses regions de les quals l'estat de Gwalior fou la continuació. Va deixar tres fills legítims: Jayappa, Dattaji i Jotiba, i dos d'il·legitims, Tukaji i Mahadji.
Jayappa el va succeir, però fou assassinat a Nagaur el 1759; el va succeir el seu fill Jankoji, que va caure presoner dels afganesos en la Batalla de Panipat el 1761 i executat; llavors, després d'un interregne de dos anys, va pujar al tron Kadarji Rao Scindia (25 de novembre de 1763), però fou eliminat el 10 de juliol de 1764 i Mahadji (o Manaji o Madhav), el segon fill il·legítim de Ranoji, es va apoderar del tron.
El seu segon fill Madhav Rao o Mahadaji Sindhia, molt hàbil com a polític i soldat, es va destacar en la Batalla de Panipat el 1761. Després d'aquesta batalla, va retornar a Malwa el 1764 i va assolir el poder, introduint el concepte de disciplina entre les seves tropes; va dedicar atenció a l'artilleria, deixant el comandament a oficials francesos o anglesos; va recuperar els antics dominis el 1769 i, encara que nominalment era un delegat del peshwa, en la pràctica era independent i va convertir el seu estat en un dels més forts de l'Índia; l'emperador de Delhi va buscar la seva protecció. El 1772, va morir el peshwa Madho Rao i Mahadji va tenir part important en les lluites que van seguir. El 1775, Raghuba Peshwa es va posar sota protecció britànica. Les derrotes patides per Sindhia davant el coronel Goddard en la seva famosa marxa de Bengala a Gujarat (1778), la caiguda de Gwalior a mans del major Popham (1780) i l'atac nocturn del major Camac li van fer veure que no es podia enfrontar als britànics i, llavors, va negociar el tractat de Salbai entre el peshwa i els britànics el 1783. Segons aquest tractat, s'havia de retirar d'Ujjain mentre els britànics es retiraven al nord del Jumma i negociarien tractats amb altres bel·ligerants. Això implicava una mena de supremacia de Sindhia, que era reconegut com a independent i no com a vassall del peshwa, i David Anderson, negociador del tractat, fou nomenat resident a la cort de Sindhia.
En endavant, Sindhia va aprofitar el sistema de neutralitat dels britànics i es va imposar al nord de l'Hindustan, amb l'ajut del geni militar del francès Benoît de Boigne de Chambery, a Savoia, que ja havia servit amb Lord Clare en les famoses brigades irlandeses a Fontenoy i en altres llocs, i que havia arribat a l'Índia (després de passar per l'Imperi Otomà, on va estar empresonat un temps) i després de servir al 6è d'infanteria de Madras, va entrar al servei de Sindhia (volia anar a Rússia, però va perdre els papers i no va poder sortir). Amb l'exèrcit que va organitzar, Sindhia va esdevenir invencible, i va derrotar els rajputs a Lalsot (1787), Patan (1790) i Merta (1790), a Holkar a Lakheri (1793), i als imperials de Delhi a Agra (1787). El 1783-1784, el país va ser afectat per una gran fam.
El 1785, va reinstal·lar l'emperador Shah Alam II a Delhi i va rebre el títol de Wakil-ul-Mutlak o viceregent de l'imperi; a petició seva, el peshwa va rebre el títol de Wakil-ul-Mutlak. El 1788, les malifetes de Ghulam Kadir contra l'emperador li van donar excusa per intervenir i dominar Delhi i esdevingué protector del vell Shah Alam. Després de la pau amb Tipu Sultan el 1792, Sindhia va influir per evitar un tractat entre el nizam, el peshwa i els britànics dirigit contra Tipu. El mateix any, va investir el peshwa amb la insígnia de Wakil-ul-Mutlak, i en la cerimònia va mostrar gran humilitat; però, els nobles marathes estaven molestos i van refusar assistir a la cerimònia o aportar els tradicionals regals. Es va morir sobtadament el 1794 a Wanowri, prop de Poona.
El va succeir el seu besnebot Daulat Rao Sindhia (net de Tukaji Rao, el germà de Mahadji), de 15 anys. Durant el període que va seguir la mort del peshwa Madho Rao Narayan (1795), l'eliminació de Tukaji Holkar, la pujada al poder del turbulent Jaswant Rao Holkar, i les intrigues de Nana Farnavis, van permetre a Daulat Rao obtenir prou influència per a posar al poder Baji Rao, usurpar possessions d'Holkar, i assegurant-se la fortalesa d'Ahmednagar a Dècan, que era la porta d'accés tant als territoris del peshwa com als del nizam. Va estar per un temps sota influència del seu sogre Sarje Rao Ghatke, un notori pocavergonya, amb la filla del qual es va casar (1798) i, sota el seu consell, es va apoderar de territoris dels marathes ponwars de Dhar i de Dewas. El juliol de 1801, Jaswant Rao Holkar es va presentar a Ujjain, va derrotar alguns batallons de Sindhia dirigits per Hessing, i va obtenir una gran suma dels habitants per no saquejar la ciutat; però, a l'octubre, Sarje Rao Ghatke va prendre la revenja i va saquejar Indore i la va arrasar, fent atrocitats contra els seus habitants. Va seguir el període anomenat Gardi-i-wakt ('període de malestar'), en què els exèrcits de Sindhia i Holkar van assolar durant mesos l'Índia central a més de produir-se atacs dels pindaris dirigits per Amir Khan i d'altres.
El seu exèrcit estava dirigit per oficials francesos. De Boigne s'havia retirat el 1796 i el seu successor, Perron, tot i que hàbil, afavoria massa els oficials francesos i limitava les possibilitats d'ascens dels natius, cosa que feia que no en tingués un ple suport. El fet de tenir un exèrcit dirigit per francesos el feia, d'altra banda, perillós per als britànics en aquesta època de lluita al continent contra Napoleó.
El tractat de Bassein (1802) va posar el peshwa sota influència britànica i, llavors, Daulat Rao Sindhia, oposat al tractat, es va aliar a Raghuji Bhonsla, raja de Nagpur (Berar) i altres caps i la coalició va envair el territori del nizam (1803), que estava sota protecció britànica. Els britànics van ocupar Ahmednagar; el 23 de setembre de 1803, l'exèrcit maratha fou atacat i derrotat a Assaye per sir Arthur Wellesley (després duc de Wellington). Sindhia (Scindia) va perdre gran part dels seus recursos militars, cosa que fou completada per la segona victòria britànica de Wellesley a Argaum, a Berar, el 28 de novembre de 1803. Al mateix temps, Lord Lake va destruir el poder maratha al nord del Narbada; el setembre va assaltar Aligarh; i al cap de pocs dies, a l'altre costat de Delhi, va derrotar el disciplinat exèrcit de Sindhia dirigit pel francès Bourquin, i va deixar lliure de marathes el Doab, podent ocupar Delhi. Abans d'acabar l'any, els britànics van ocupar Agra després d'un breu intent defensiu. Lake va seguir endavant i, poques setmanes després, posava punt final a la campanya amb la victòria de Laswari (Laswaree), en què el poder militar de Daulat Rao va quedar aniquilat i va haver de demanar la pau signant el tractat de Sarji Anjangaon (30 de desembre de 1803), pel qual renunciava a les seves conquestes a l'Hindustan i al sud de les muntanyes Ajanta, excepte algunes viles hereditàries, cedint tots els territoris entre el Jumma i el Ganges, Gohad i Gwalior, el districte de Broach i altres territoris al sud dels seus dominis. Els britànics volien Gohad i Gwalior i Daulat Rao, que les volia conservar, va buscar l'aliança amb Holkar d'Indore, cosa que va portar a un nou conflicte amb els britànics; Daulat va atacar el camp del resident britànic i va fer presoner el resident; el canvi de política amb el nou governador general Lord Cornwallis li va permetre conservar Gohad i Gwalior i va portar a la reobertura de negociacions, que comportaven la restauració d'aquestos territoris. El tractat de Burhanpur es va signar el 22 de novembre de 1805 confirmant el de Sarji Anjangaon, però reconeixent Gohad i Gwalior a Sindhia, amb el riu Chambal formant el límit nord; el govern britànic, a més a més, es va comprometre a no fer tractats amb estats tributaris o veïns de Gwalior com Udaipur, Jodhpur i Kotah. Daulat Rao va establir, llavors, la seva capital permanent al peu de la fortalesa de Gwalior, al lloc anomenat Lashkar.
El 1816 va esclatar la guerra Pindari, i aquestos van demanar ajut a Sindhia; també el peshwa maratha que volia restaurar la confederació maratha contra els britànics, demanava ajut a Sindhia. Per un temps, Sindhia va vacil·lar, però Hastings, el governador general, va avançar amb un formidable exèrcit cap al riu Chambal, que va provocar tant de terror a Daulat que va acceptar l'abrogació d'un article del tractat de 1805 que prohibia als britànics entrar en aliança amb els estats de Rajputana, i va signar el tractat de Gwalior (1817), prometent completa col·laboració amb els britànics contra els pindaris, cedint per tres anys les fortaleses d'Asirgarh i Hindia. No obstant això, el governador d'Asirgarh no va voler lliurar el fort, que va haver de ser conquerit per les armes. Al fort, els britànics van trobar una carta de Sindhia en la qual aquest ordenava seguir les ordres del peshwa, el qual havia iniciat la guerra amb els britànics atacant el resident a Poona; a causa d'aquest conflicte, Asirgarh va haver de ser cedit de manera permanent als britànics per un nou tractat de 1818, que va portar a alguns ajustos territorials i comportà la cessió d'Ajmer i altres territoris.
Daulat Rao es va morir a Gwalior el 1827 sense hereu i sense haver adoptat successor. Al seu llit de mort, va deixar l'estat i la successió en mans del govern britànic, però assenyalant el seu desig que la vídua Baiza o Baija Bai fou tractada amb respecte; Baija Bai va exercir la regència del 21 de març de 1827 al 17 de juny de 1827, quan la successió va recaure finalment per adopció en un jove de nom Mugat Rao Jankoji (d'11 anys), d'una branca llunyana però legitima de la família, i suposat favorit de Daulat Rao, que va agafar el nom de Jankoji Rao (II) o Jhankuji Rao, sota la regència de Baija Bai; l'adoptat es va casar amb una neta de Daulat Rao i Baija Bai; la regenta fou destituïda pel jove príncep el desembre de 1832, amb el suport de gran part de l'exèrcit. Va ser expulsada del país, però més tard hi va poder tornar i hi va viure fins a la seva mort, el 1862. Mama Sahib, oncle matern del maharaja, va esdevenir ministre principal.
Durant el regnat de Jankoji va regnar la pau, però hi va haver constants disputes de frontera i motins militars. Jankoji Rao II es va morir el 7 de febrer de 1843 sense fills i sense haver expressat la seva voluntat i la maharani Tara Bai fou regenta del 7 de febrer de 1843 al 19 de gener de 1845; va adoptar un parent llunyà, Baghirat Rao, de 8 anys, fill d'Hanwant Rao (Babaji Sindhia), que va pujar al tron com a Jayaji Rao i fou reconegut pels britànics. Mama Sahib va esdevenir regent, però el maharajà va caure sota influència de Dada Khasgiwala o Dada Khasjiwallah, interventor de la casa reial i aventurer, que es va emparar del poder efectiu.
Van seguir una sèrie d'intrigues molt complicades amb alguns disturbis i l'aixecament d'una part de l'exèrcit, i finalment Dada va emergir com a triomfant i Mama Sahib fou expulsat; Dada va esdevenir ministre principal i va nomenar els seus amics i parents per als principals càrrecs. Un cos militar va quedar preparat per atacar Sironj, que pertanyia a Tonk, on estava amagat Mama Sahib. El resident coronel sir William Henry Sleeman es va haver de retirar. Aquestos fets van fer necessària la presència de tropes britàniques, enviades sota el comandament del general sir Hugh Gough, que va travessar el riu Chambal el desembre de 1843, i es van produir combats contra les forces lleials a Dada Khasjiwallah, que van durar fins al gener de 1844, i en destaquen les batalles de Maharajpur i Panniar (Punneah), lliurades el mateix dia amb victòries britàniques (29 de desembre de 1843). L'exèrcit natiu fou llicenciat i reduït a 5.000 cavallers, 3.000 infants i 32 canons, i Gwalior va haver de pagar una indemnització per cobrir les despeses de la guerra i una quantitat anual de 180.000 rúpies i ple manteniment d'una força per garantir l'ordre (gener del 1844); la situació va restar així fins al 1857; durant la minoria del maharajà, es va establir un consell de regència nomenat pels britànics i dirigit pel resident. El 1852, Dinkar Rao (després Rao Raja sir Dinkar Rao, Mushir-i-khas Bahadur) va esdevenir ministre d'estat i va dirigir amb eficàcia el país fent reformes radicals en cada departament.
El 1857, tant l'exèrcit de Gwalior com el contingent de Gwalior format per natius es van revoltar. El maharajà, encara jove (uns 22 anys), va seguir lleial als britànics, però els primers dies de juny de 1858, abandonat per les seves forces en acostar-se el cap rebel Tantia Topi i la rani de Jhansi, va haver de fugir amb el ministre d'estat Dinkar Rao, cap a Agra, i els rebels van entrar a Gwalior (ciutat), Lashkar, Brigade i la fortalesa de Gwalior (tot situat una cosa al costat de l'altra). El 19 de juny de 1858, Gwalior fou recuperada per sir Hugh Rose i el maharajà va poder tornar al seu palau. En recompensa, va rebre el dret d'adopció i altres honors i algunes terres, i va poder ampliar el seu exèrcit a 48 canons, 6.000 cavallers i 5.000 infants.
El títols hereditaris dels maharajas eren Mukhtar-ul-Mulk, ('Senyor del país'), Azim-ul-Ikhtidar ('Gran en poder'), Rafi-us-Shan ('Alt en prestigi'), Wala-Shikuh ('Exaltat en majestat'), Mutasham-i-Dauran, ('El gran home d'aquest temps'), Undat-ul-Umara, ('Pilar de la noblesa'), Maharaj, ('Gran raja o rei'), Dhiraj ('Raja de rages'), Alijah ('El superior del lloc'), Maharaja Jiaji Rao Sindhia Bahadur; Srinath Mandur-i-Zaman ('El victoriós del període') i Fideoi-i-Hazrat, Malika, Muazzama, Rafi-ud-darjih-Inglistan, ('Vassall de Sa Majestat l'honorada i exaltada reina d'Anglaterra'). El maharajà tenia dret a salutació de 19 canonades en territori britànic i de 21 canonades el seu propi territori (1877). El 1882, va cedir territoris per a la línia fèrria del ferrocarril de la gran península Índia, i el 1886 la fortalesa de Gwalior, l'aquarterament de Morar i alguns altres pobles (dominats pels britànics des de 1858) foren bescanviats per Jhansi.

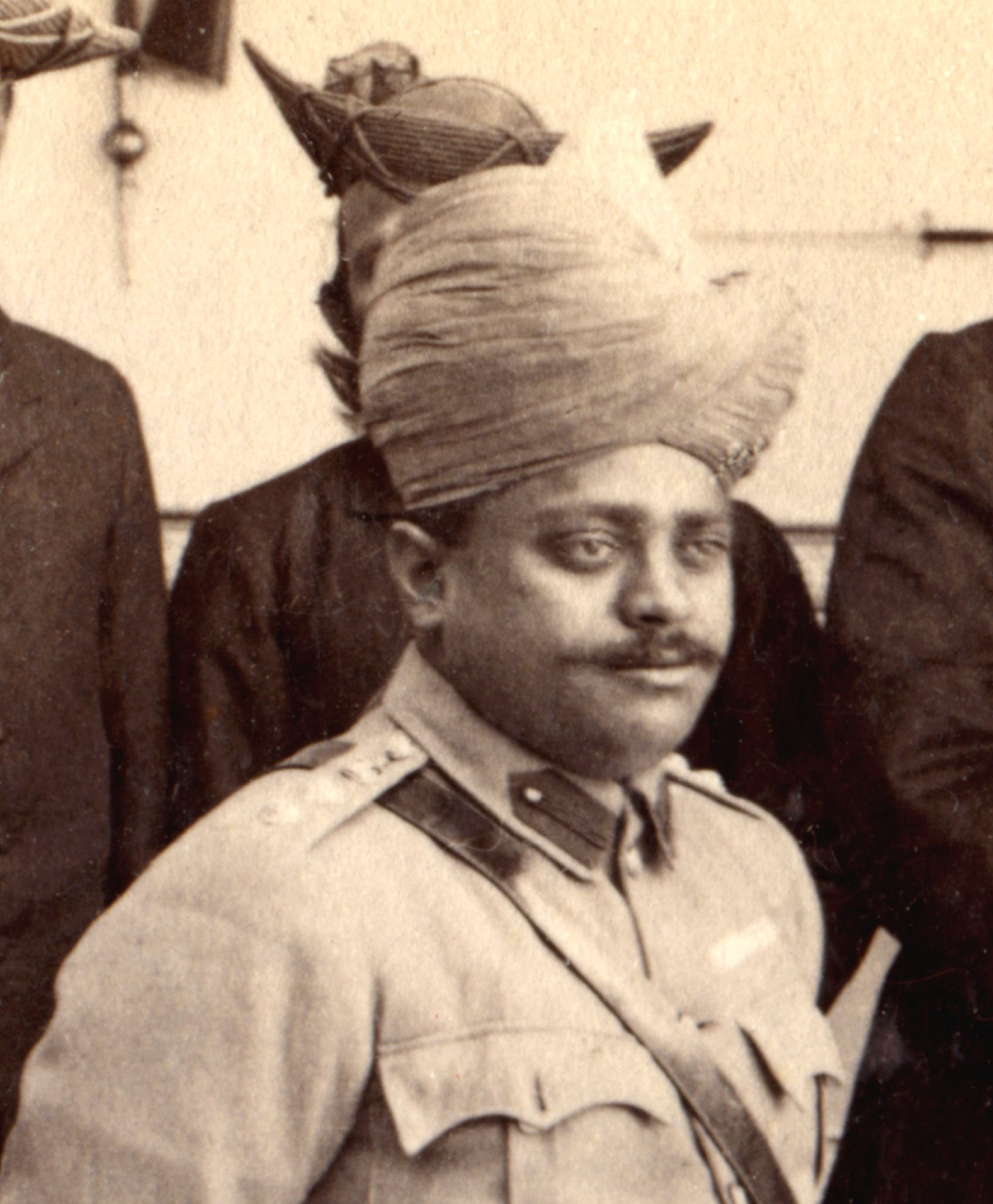
Madho Rao Scindia, 1886-1925

Jayaji Rao es va morir el 1886 i el va succeir el seu fill Madhav Rao Sindhia, llavors un noi de 10 anys, sota un consell de regència fins al 1894. Es van patir grans fams el 1896-1897 i 1899-1900 i la població va minvar; el 1900, el maharajà va visitar Xina. Madhav Rao II Scindia va adquirir el dret de salutació de 21 canonades també en territori britànic. Es va morir el 1925 i el va succeir el darrer raja, el seu fill George Jivaji Rao Scindia (5 de juny de 1925 a 15 de juny de 1948), que va accedir a l'Índia i es va morir el 1961.

## Governants (títol Maharaja Scindia)
- Ranoji Rao Scindia (o Sindhia) 1731 - 19 de juliol de 1745
- Jayappa Rao Scindia 19 de juliol de 1745 - 25 de juliol de 1755
- Jankoji Rao I Scindia 25 de juliol de 1755 - 15 de gener de 1761
- Dattaji (regent) 25 de juliol de 1755 - 10 de gener de 1760
- Interregne 15 de gener de 1761 - 25 de novembre de 1763
- Kadarji Rao Scindia 25 de novembre de 1763 - 10 de juliol de 1764
- Manaji Rao Scindia 10 de juliol de 1764 - 18 de gener de 1768
- Madhav Rao I Scindia 18 de gener de 1768 - 12 de febrer de 1794
- Daulat Rao Scindia 12 de febrer de 1794 - 21 de març de 1827
- Maharani Baija Bai (reina regent) 21 de març de 1827 - 17 de juny de 1827 (regent)
- Jankoji Rao II Scindia 17 de juny de 1827 - 7 de febrer de 1843
- Maharani Baija Bai (reina regent per segona vegada) 17 de juny de 1827 - desembre de 1832
- Jayaji Rao Scindia febrer de 1843 - 20 de juny de 1886
- Maharani Tara Bai (reina regent) 7 de febrer de 1843 - 19 de gener de 1845
- Dada Khasjiwallah (rebel) 1843 - gener de 1844
- Madhav Rao II Scindia 20 de juny de 1886 - 5 de juny de 1925
- Maharani Sakhya Bai (reina regent) 17 d'agost de 1886 - 15 de desembre de 1894
- George Jivaji Rao Scindia 5 de juny de 1925 - 15 de juny de 1948 (+ 1961)
- Maharani Chinku Bai (reina regent) 5 de juny de 1925 - 23 de novembre de 1931
- Maharani Gajra Bai (reina regent) 23 de novembre de 1931 - 22 de novembre de 1936